# Lijst van bruggen in Rotterdam
Dit is een lijst van bruggen in Rotterdam. De lijst is gegroepeerd per wijk en daarbinnen op alfabetische volgorde. Naamloze bruggen zijn niet meegenomen in de lijst.
Voor meer informatie over specifieke bruggen over de Rotte, zie de lijst van bruggen over de Rotte.

## Bruggen in het stadsdeelRotterdam Centrum

### Bruggen in de wijkCool
- Westersingelbrug bij de Kortenaerstraat
- Witte de Withbrug
- Westersingelbrug bij de Van Oldenbarneveltstraat
- Westersingelbrug bij de Mauritsplaats

### Bruggen in de wijkDijkzigt
- 1e Coolhavenbrug
- 2e Coolhavenbrug

### Bruggen in de wijkStadsdriehoek
- André van der Louwbrug
- Grote Wijnbrug
- Ibisbrug
- Jan Kuitenbrug
- Karnemelksbrug
- Kraneschipbrug
- Krattenbrug
- Luchtsingel
- Meentbrug
- Nieuwe Leuvebrug
- Oostbrug
- Oude Kleine Loopbrug (Delftsevaartbrug)
- Puntbrug
- Rederijbrug
- Regentessebrug
- Sint-Jacobsbrug
- Soetenbrug
- Spanjaardsbrug
- Stokvisbrug
- Vlasmarktbrug
- Wezenbrug

## Bruggen in het stadsdeelDelfshaven

### Bruggen in de wijkDelfshaven/Schiemond
- 1e Parkhavenbrug
- 2e Parkhavenbrug
- Achterhavenbrug
- Lage Erfbrug
- Mouterbrug
- Piet Heynsbrug
- Pieter de Hoochbrug
- V.O.C.-brug

### Bruggen in de wijkBospolder/Tussendijken
- Mathenesserbrug

### Bruggen in de wijkNieuwe Westen
- Beukelsbrug
- Heemraadsbrug
- Wandelbrug

### Bruggen in de wijkMiddelland
- Schietbaanbrug

## Bruggen in het stadsdeelFeijenoord

### Bruggen in de wijkBloemhof
- Hillebrug

### Bruggen in de wijkFeijenoord
- Feijenoordbrug
- Nassaubrug
- Parkbrug
- Piekbrug
- Spoorweghavenbrug

### Bruggen in de wijkKatendrecht
- Rijnhavenbrug

### Bruggen in de wijkKop van Zuid
- Binnenhavenbrug
- Erasmusbrug
- Lodewijk Pincoffsbrug

### Bruggen in de wijkNoordereiland
- De Hef
- Koninginnebrug
- Willemsbrug

### Bruggen in de wijkVreewijk
- Geerbrug
- Groenezoombrug
- Ledebrug
- Valkeniersbrug
- Vonderbrug
- Wellebrug

## Bruggen in het stadsdeelHillegersberg-Schiebroek

### Bruggen in de wijkHillegersberg-Noord
- Berglustbrug
- Buitenzorgbrug
- Dorpsstraatbrug
- Hilleniusbrug
- Hoyledesingelbrug
- Looslaanbrug
- Prinses Beatrixbrug
- Tivolibrug
- Van Ghestellaanbrug
- Van der Doesbrug
- Van Raephorstbrug
- Van Spangenbrug
- Wilgenhofbrug

### Bruggen in de wijkHillegersberg-Zuid
- Berg- en Broekse Verlaatbrug
- Hoofdlaanbrug
- Philips Willembrug

### Bruggen in de wijkMolenlaankwartier
- Boterdorpsebrug
- Breitnersingelbrug
- Prinses Irenebrug
- Strekvaartbrug
- Van Goghbrug
- Van de Louwbrug

### Bruggen in de wijkSchiebroek
- Campanulastraatbrug
- Plaswijckbrug

### Bruggen in de wijkTerbregge
- Burgmanbrug

## Bruggen in het stadsdeelIJsselmonde
- Stadionviaduct
- Cornelis van Beverenbrug
- Groenix van Zoelenviaduct
- Beverwaardviaduct
- Ben Schopbrug
- Varkenoordseviaduct

## Bruggen in het stadsdeelKralingen-Crooswijk

### Bruggen in hetKralingse Bos
- Julianabrug

### Bruggen in de wijkKralingen-West
- Boezembrug
- Gerdesiabrug
- Vredenoordbrug

### Bruggen in de wijkKralingen-Oost
- 's-Gravenhofbrug
- Slotbrug
- Trompenburgsebrug
- Van Somerenbrug

### Bruggen in de wijkCrooswijk
- Barakkenbrug
- Crooswijksebrug
- Paradijsbrug
- Spiegelnisserbrug
- Van Galenbrug
- Veilingbrug
- Zaagmolenbrug

### Bruggen in de wijkRubroek
- Admiraal de Ruyterbrug

### Bruggen in de wijkStruisenburg
- Admiraliteitsbrug
- Boerengatbrug
- Buizengatbrug

## Bruggen in het stadsdeelRotterdam-Noord

### Bruggen in de wijkLiskwartier
- Bergsingelbrug
- Bergwegbrug

### Bruggen in de wijkOude Noorden
- Burgemeester Roosbrug
- Noorderbrug
- Rottebrug
- Vriendenbrug
- Zwaanshalsbrug

### Bruggen in de wijkAgniesebuurt
- Bergstraatbrug
- Hofpleinlijnviaduct
- Zomerhofbrug

### Bruggen in de wijkProvenierswijk
- Hoevebrug
- Kerkbrug
- Proveniersbrug
- Spoorsingelbrug

### Bruggen in de wijkBlijdorp
- Dresselhuysbrug (Statenbrug)
- Gordelbrug
- Schieplein
- Van Aerssenbrug
- Van Beuningenbrug
- Vroesenbrug

## Bruggen in het stadsdeelOverschie

### Bruggen in de wijkKleinpolder
- Spaanse Brug
- Jonkersbrug

### Bruggen in de wijkOverschie
- Kleine Schiebrug
- Kleinpolderkadebrug
- Lagebrug
- De Lugtbrug
- Oudedijkse Schiebrug

### Bruggen in de wijkSpaanse Polder
- Hoge Brug
- Rolbrug bij Huis te Riviere

### Bruggen in de wijkLandzicht
- Grote Werfbrug

### Bruggen in de wijkZestienhoven
- Neel Gijsenbrug

### Bruggen in de wijkZweth
- Kandelaarbrug
- Oude Zwethbrug

### Bruggen in de wijkKandelaar
- Doenbrug

## Bruggen in het stadsdeelPrins Alexander

### Bruggen in de wijkZevenkamp
- Ing. Homanbrug